# Bjerkeskaug
Bjerkeskaug är en tätort i Vestby kommun i Akershus fylke i sydöstra Norge. Orten ligger vid fylkesväg 1359, sydöst om kommunens centralort Vestby.